# Jastarnia (stacja kolejowa)
Jastarnia – stacja kolejowa w Jastarni, w województwie pomorskim, w Polsce. Według klasyfikacji PKP ma kategorię dworca turystycznego.

## Modernizacja
W latach 2011–2013 prowadzona była modernizacja linii kolejowej 213 wraz ze stacjami.

## Ruch pasażerski
| Rok  | Wymiana pasażerska na dobę |
| ---- | -------------------------- |
| 2017 | 700-999                    |
| 2022 | 1 200                      |
| 2023 | 1 300                      |